# 吾斯塘博依街道
吾斯塘博依街道（維吾爾語：ئۆستەڭ بويى كوچا باشقارمىسى‎，拉丁维文：östeng boyi koca bashqarmisi），是中华人民共和国新疆维吾尔自治区喀什地区喀什市下辖的一个街道办事处。喀什市在2015年设西域大道街道，2016年设西公园街道，故吾斯塘博依街道与其它街道部分辖区被划出。

## 行政区划
吾斯塘博依街道下辖以下地区：
艾提尕尔社区、其尼瓦克社区、努尔巴格社区、色满路社区和托克扎克路社区。